# Saber Abdelsattar
Saber Abdelsattar (Le Caire, 1973) est un joueur de qanûn et compositeur égyptien. Il est le fils d’un chanteur de l’Opéra du Caire. Il a étudié à l’Institut de musique arabe du  Caire et a remporté la compétition internationale de qanun organisée par la Ligue Arabe en Algérie en 2001. Il enseigne le qanûn à la Maison du luth arabe, l’école fondée et dirigée par le célèbre joueur de oud irakien Naseer Shamma. Il a collaboré avec de nombreux grands musiciens arabes.

## Discographie
Sous son nom
- 2012 : Tasabih Alabanza, Pneuma

Collaborations (liste incomplète)
- 2006 : Eftekasat, Mouled Sidi El-Latini, Incognito
- 2005 : Naseer Shamma & Oyun, Hilal, Arab Chamber Music, Pneuma